# Acalypha microcephala
Acalypha microcephala är en törelväxtart som beskrevs av Johannes Müller Argoviensis. Acalypha microcephala ingår i släktet akalyfor, och familjen törelväxter. Inga underarter finns listade i Catalogue of Life.